# جول ساندو
جوليس سانديو (بالفرنسية: Jules Sandeau) هو ليونارد سيلفان جوليسيان، روائي وكاتب مسرحي فرنسي، ولد في أوبيسون في 19 فبراير العام 1811 وتوفي في باريس يوم 24 أبريل عام 1883.

## حياته
ولد سانديو في أوبيسون - كروز (Aubusson, Creuse)، وكان والده جابي ضرائب هناك، درس في لو بورجيه ، ثم أُرسل إلى باريس لدراسة القانون، بدون قناعة منه، فقضى الكثير من وقته في سلوك متمرد مع طلاب آخرين. التقى جورج ساند، في بيت أحد الأصدقاء في لو كودراي، وعندما عادت جورج ساند إلى باريس في العام 1831 ارتبط معها بعلاقة، ومع أن العلاقة الحميمة بينهما لم تدم طويلا، لكنها أنتجت الرواية المشتركة "وردي وأبيض"(1831)، وهي رواية كتباها معا تحت اسم مستعار ، ليونارد يستخدم جوليس سانديو، ولأمانتين دوبين تستخدم اسم جورج صاند، وكلاهما يحقق الشهر باسمه الجديد المستعار، وقد التقى من خلالها مع بلزاك، ونشأ بينهما صداقة يبدو أنه كان لها تأثيرا على أعماله اللاحقة.
في العام 1854 تسبم منصب أمين مكتبة مازاران ثم انتخب عضوا في أكاديمية اللغة الفرنسية في العام 1858. ثم عين أمينا لمكتبة سانت الغيم St Cloud في 1859. وبعد سقوط الإمبراطورية الفرنسية الثانية تم فصله وتقاعد. وقد قام جوليس سانديو بتأليف ما يزيد عن خمسين رواية ومسرحية، والتي لاقت نجاحا بعد وفاته أكثر مما لقيته من نجاح أثناء حياته.
توفي جوليس سانديو في باريس في عام 1883 ودفن في مقبرة سمتير دو مونتبارناس.

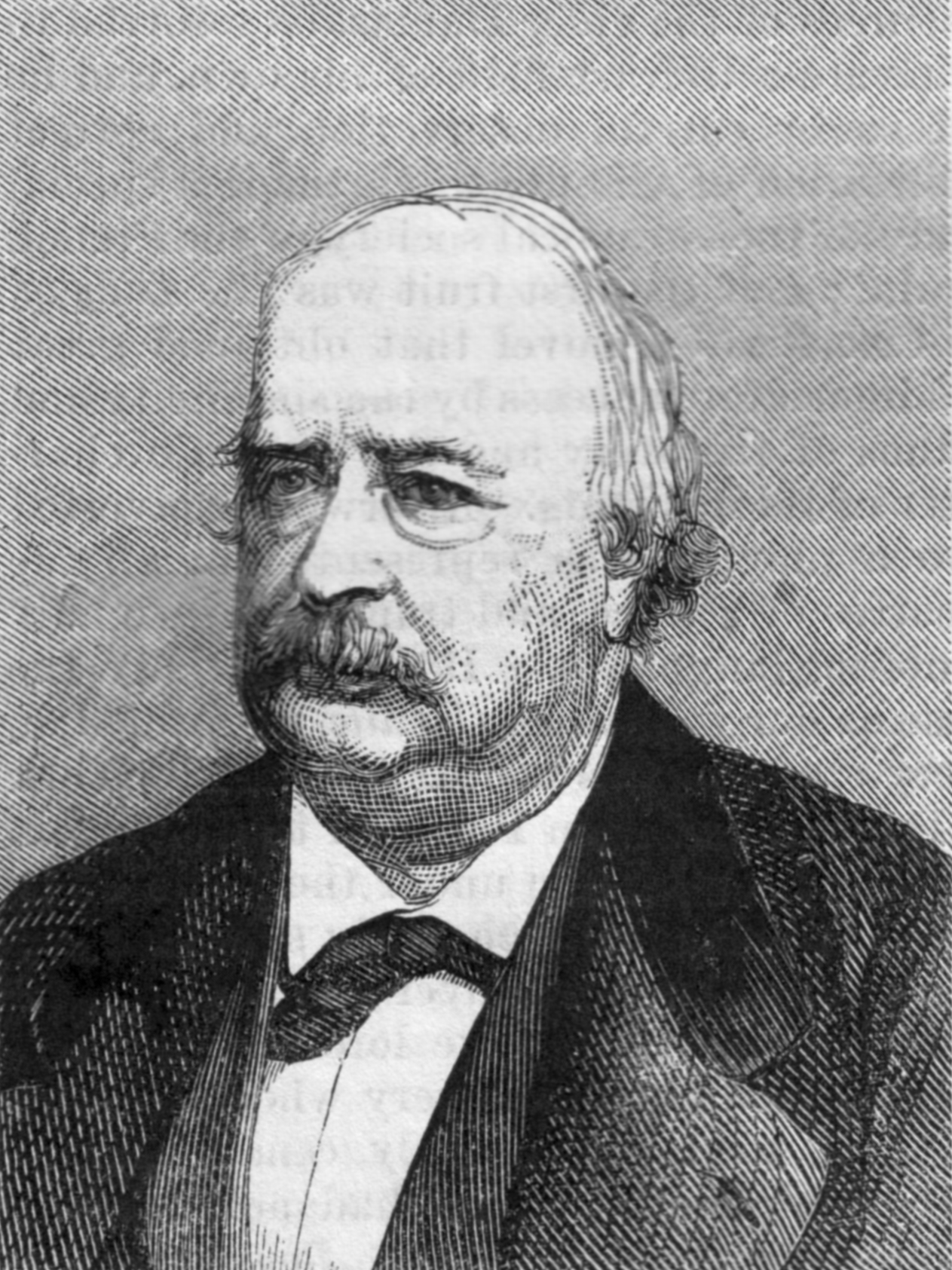
صورة جوليس سانديو في مجلة هاربر في العام 1893

## من مؤلفاته
- ماريانا (1839)، حول جورج ساند ( رسم صورة لها)
- الدكتور Herbeau هيربيو (1841)
- كاثرين (1845)
- آنسة دي لا سيغليور(1848)
- مادلين (1848)
- رواية الصيد (1849)
- الحقائب والرقوق (1851)
- بيت بينارفان (1858)
- الصياد والحزن (1871)

## أعماله التي تم إنتاجها مسرحيا وتلفزيونيا وسينمائيا
- سي سوار (المسرح هذه الليلة) (Au théâtre ce soir (TV Series - 1972
- نجل مسيو بوارييه (Le gendre de Monsieur Poirier (play- 1972
- نجل مسيو بوارييه (1933 - Le gendre de Monsieur Poirier (play
- لاروش أوكس موييت (صخور طيور النورس) (1933 - La roche aux mouettes (novel
- ملكة جمال سيغليور (1921 - Mademoiselle de La Seiglière (novel
- الصياد والحزن (1909 - The Hunter's Grief (novel

## وصلات خارجية
- جول ساندو على موقع IMDb (الإنجليزية)
- جول ساندو على موقع الموسوعة البريطانية (الإنجليزية)
- جول ساندو على موقع قاعدة بيانات الفيلم (الإنجليزية)
- مراجع أوكسفورد